# Нижнемостовая
Нижнемостовая, Нижняя Мостовая — микрорайон (внутригородской посёлок) в Орджоникидзевском районе города Перми Пермского края России.

## География
Находится к западу от микрорайона Гайва приблизительно в 5 км на запад-северо-запад по прямой от плотины Камской ГЭС, у речки Мостовая.

## История
Известен с 1940 года, когда вместе с окружающей территорией вошел в состав Перми.
В 1960-е годы учитывалась как деревня

## Инфраструктура
Представляет собой ныне дачное поселение. Большая часть территории входит в различные садоводческие товарищества. Имеется продуктовый киоск.

## Транспорт
- 44 д. Нижняя Мостовая — м-н Камский